# 畑中智行
畑中 智行（はたなか ともゆき、1978年4月13日 - ）は、日本の舞台俳優。演劇集団キャラメルボックス所属。奈良県都祁村出身。身長168cm、血液型はO型。書道4段。
生野学園高等学校を卒業後、代々木アニメーション学院大阪校・ENBUゼミナール（成井豊クラス）・劇団カレイド・ステージを経て、2000年に演劇集団キャラメルボックスに入団。同期は温井摩耶。
2015年5月13日「カレッジ・オブ・ザ・ウィンド」鉄平役で、通算1500ステージとなった。

## 主な出演

### TV
- 歴史漫才 ヒストリーズ・ジャパン（2017年7月 - 9月、東名阪ネット6） - 桓武天皇・浅井長政役

### 映画
- Lost & Found(2007年製作) - 荻野役

### PV
- 『この先もずっと~brother & sister~』MEGARYU - 同劇団員である大内厚雄・岡内美喜子と共に出演

### アニメ
- おでんくん
- HONEINUKUN - フォギー役

### 舞台
太字は主演作品

#### 演劇集団キャラメルボックス
- 『風を継ぐ者』(2001年、小野田鉄馬・2009年、沖田総司)
- 『ブリザード・ミュージック』(2001年、ふなひこ/2014年、久慈)
- 『彗星はいつも一人』(2003年、大地)
- 『ブラック・フラッグ・ブルーズ』(2004年、アリツネ) - 三浦剛とダブルキャスト
- 『スキップ』(2004年、栗岡／村岡)
- 『広くてすてきな宇宙じゃないか』(2005年・2012年、カシオ)
- 『スケッチブック・ボイジャー』(2004年、カケル) - 細見大輔とダブルキャスト
- 『TRUTH』(2005年、三郎太/2014年、弦次郎）
- 『クロノス』(2005年、頼人/2015年・2022年、吹原和彦)
- 『賢治島探検記』(2006年・2011年)
- 『雨と夢のあとに』(2006年、早川北斗)
- 『少年ラヂオ』(2006年、ラヂオ)
- 『カレッジ・オブ・ザ・ウィンド』(2007年、菊川/2015年、鉄平)
- 『トリツカレ男』(2007年・2012年、ジュゼッペ)
- 『光の帝国』(2009年、春田光紀)
- 『南十字星駅で』(2010年、頼人／22歳の野方耕市)
- 『また逢おうと竜馬は言った』(2010年、岡本) - 左東広之とダブルキャスト
- 『夏への扉』(2011年・2018年、ダニエル・デイヴィス)
- 『銀河旋律』(2011年、柿本) - 大内厚雄・阿部丈二とトリプルキャスト
- 『降りそそぐ百万粒の雨さえも』(2011年、沖田総司)
- 『流星ワゴン』（2011年、蝶野礼二郎）
- 『無伴奏ソナタ』(2012年・2014年、ポール/キース) - 2012年は小笠原利弥の代役[2]
- 『アルジャーノンに花束を』(2012年、バート・セイドン)
- 『キャロリング』(2012年、赤木守)
- 『隠し剣鬼ノ爪』(2013年、片桐宗蔵)
- 『ナミヤ雑貨店の奇蹟』(2013年、松岡克郎/浪矢敏則/小塚繁和)
- 『ジャングル・ジャンクション』(2013年、オオニタ) - 女組キャスト
- 『ケンジ先生』(2013年、クロサキ) - どんぐりキャスト
- 『鍵泥棒のメソッド』(2014年・2017年、桜井武史) - 2014年は多田直人とダブルキャスト
- 『BREATH』(2015年、小林不二雄)
- 『彼は波の音がする』(2016年、新宮弘樹/有田恒彦)
- 『彼女は雨の音がする』(2016年、有田恒彦)
- 『ゴールデンスランバー』(2016年、青柳雅春)
- 『ティアーズライン』(2017年、横手道朗)
- 『サンタクロースが歌ってくれた』(2021年、太郎)
- 『水平線の歩き方』(2022年、豊川)-三浦剛とダブルキャスト

#### 客演
- Story Dance Performance Blue
  - Blue2『Blue is near water~水辺に佇む青~』(2010年) - 川上了役
  - Blue3『Blue Sky Red Earth~空は青く 地は赤く~』(2011年) - 空山明役
  - Blue4『The Blue Rose』 - ヤナギ/浜成役(2012年)
  - Blue5『Sky and Blue』～空と海の真ん中で～(2018年)
- 『モロトフカクテル』(2009年、タカハ劇団) - 前川タクヤ役
- 『Live,Love,Drive. 死神の精度』（2009年） - 森岡 他
- 『（改訂版） おい！オヤジ。』(2012年、3LDK) - 香坂聡役
- 『ロッカールームに眠る僕の知らない戦争』(2012年、作・演出：なるせゆうせい) - タモツ役
- <舞台版>『不毛会議』(2013年、脚本:なるせゆうせい・演出:ほさかよう) - 山本龍之介役
- 『ショーシャンクの空に』(2013年、ナッポスユナイテッド) - ケンドリクス役
- 『あきかぜ』(2015年、ねこはっしゃ。) - 加納和志役
- 『やってみるのだ！』(2015年、ちび太ン家presents)
- 『カサブタかきむしれっ！』(2016年、3LDK) - 門馬幸太郎役
- 『ヒストリーズ・ジャパン 2016ver』(2016年、オフィスインベーダー) - 桓武天皇・浅井長政・吉田茂役
- 『トンマッコルへようこそ』(2016年、ナッポスユナイテッド） - チソン役
- 『またまた やってみるのだ！』(2016年、ちび太ン家presents)
- 『ライブミュージカル「プリパラ」 み〜んなにとどけ！プリズム☆ボイス2017』(2017年) - 青井めが兄ぃ役
- 『17(seventeen)』（2017年、演劇企画体ツツガムシ）
- 『紫陽花と君と止まった時間』(2017年、すゞひ企画) - HINA役
- 『天国への階段』(2017年、OOPARTS) - タカハシ役
- 『Brilliant Cat "S"〜怪盗Sの真実〜』(2017年、J-JAM企画)
- 『ぐりっぐるっぐらっ』(2017年、BOOWHOWOOL) - 前説＆日替わりゲスト
- 『もっともやってみるのだ！』(2017年、ちび太ン家presents) - 日替わり出演
- 『アスファルト・キス』(2018年)
- 『ゲームブレイカー』(2018年、ピウス企画)
- 『仮面山荘殺人事件』(2019年・2023年、ナッポスユナイテッド) - ジン[3]

- 『トリツカレ男』(2021年、ナッポスユナイテッド) - トト
- 『7本指のピアニスト～泥棒とのエピソード～』（2022年） [4]
- 『無伴奏ソナタ -The Musical-』（2024年、ナッポスユナイテッド・アミューズ） - ブライアン[5][6]
- 『十二人の怒れる男』（2024年、日本の劇団）[7]
- 『その鉄塔に男たちはいるという』（2025年上演予定、日本の劇団）[8]